# 健康酒
健康酒（けんこうしゅ）とは、健康の保持増進に効果があるとされる酒類。類似の概念として、薬酒（やくしゅ）、薬用酒（やくようしゅ）、薬味酒（やくみしゅ）などがある。酒そのものに健康増進の効用があるとして「健康酒」を称する場合もあるが、多くの場合には、薬草、生薬等を浸した混成酒（リキュール・甘味果実酒）を指す。

## 概要
世界各地で見られ、日本で製造・販売されているものとしては養命酒・機那サフラン酒・陶陶酒・保命酒・遼伝来福酒・黄帝酒等があり、一部は医薬品、医療機器等の品質、有効性及び安全性の確保等に関する法律の適用を受ける医薬品（薬用酒）として登録されている。酒税法の分類ではリキュールまたは甘味果実酒となるものが多く、品目に代わる名称としてリキュールであれば薬用酒または薬味酒、甘味果実酒であれば薬剤甘味果実酒または薬用甘味果実酒と表示することもできる。
また、焼酎（ホワイトリカー）・ブランデー等の蒸留酒やワイン等の醸造酒を利用して家庭でも作られる。
なお、医薬品、医療機器等の品質、有効性及び安全性の確保等に関する法律の適用を受ける医薬品に該当する健康酒（薬用酒）の飲用後でも、飲酒運転または酒気帯び運転として道路交通法違反にあたる恐れがあるので、車（オートバイ、自転車等の軽車両も含む）を運転する前には、飲用しないことが適当である。このほか、20歳未満の者の服用については、アルコールが含有されているため、二十歳未満ノ者ノ飲酒ノ禁止ニ関スル法律のかねあいもあり、できないこととされている。

## 製造方法
日本の家庭で製造する場合には、無色で香りが弱く、安価かつアルコール度数の高いホワイトリカー（アルコール度数35度）を基酒とするのが一般的である。飲みやすくするために、糖類を加える場合が多い。熟成期間は材料によってまちまちだが、一般的には2〜3週間以上漬け込む。

## 代表的な健康酒
- 養命酒（養命酒製造）第二類医薬品
- 陶陶酒（陶陶酒製造）第二類医薬品
- 黄帝酒（佐藤製薬）第二類医薬品
- ツムラの薬養酒（ツムラ）第二類医薬品※終売品[3]
- 保命酒（岡本亀太郎本店、入江豊三郎本店、八田保命酒舗、鞆酒造）
- 蘭麝酒（青木蘭麝堂）[4]
- 忍冬酒（小島醸造）[5][6]
- 白散・度嶂散（下鴨神社）[7]
- 養老酒（玉泉堂酒造）[8][9]
- 機那サフラン酒（新潟銘醸）[10][11]
- 薬寿（武田薬品、サントリー）[12]※終売品

## 関連文献
- 大谷彰「中国薬酒 - 種類・薬料・功効について」『日本醸造協会誌』第85巻第10号、日本醸造協会、1990年、690-696頁、doi:10.6013/jbrewsocjapan1988.85.690。